# オーストラリア政府印刷サービス
オーストラリア政府印刷サービス（オーストラリアせいふいんさつサービス、英語: Australian Government Publishing Service (AGPS)）は、オーストラリア政府の出版事業を1970年から1997年にかけて独占的に担っていた出版および印刷の事業体。政府刊行物の小売販売も担っており、すべての州の州都に店舗を構えていた。
ほかにも、各種のマニュアル類や、出版についての出版物などを手がけていた。

## 廃止
1997年、AGPSの製造部門は、連邦政府印刷局 (the Commonwealth Government Printing Office) を含め、すべて廃止された。事業はカンプリント・コミュニケーションズ (CanPrint Communications Pty Ltd.) に売却された。 
この売却以降、政府刊行物の印刷、出版、流通は、個々の政府部局がそれぞれ責任を負うようになった。
AGPSの施設のごく一部は、当時、後継組織として、新たに再編された財務省の一部を成した、オースインフォ (AusInfo) に引き継がれた。